# Генріх Тома
Генріх «Гайнц» Тома (нім. Heinrich „Heinz“ Thoma; 26 квітня 1891, Нюрнберг — 30 жовтня 1948, Шуя) — німецький воєначальник, генерал-лейтенант вермахту. Кавалер Лицарського хреста Залізного хреста.

## Біографія
22 липня 1910 року вступив в Баварську армію. Учасник Першої світової війни. 14 липня 1916 року потрапив в британський полон. 30 липня 1918 року звільнений. Після демобілізації армії залишений в рейхсвері.
З 24 липня 1938 року — командир 85-го, з 6 лютого 1940 по 18 вересня 1941 року — 519-го піхотного полку. Учасник Польської і Французької кампаній, а також Німецько-радянської війни. З 1 по 10 червня 1942 року — командир 413-ї дивізії особливого призначення. З 3 серпня 1942 року — командир дивізії №432, одночасно з 10 березня 1945 року — заступник командувача 8-м військовим округом. Після війни потрапив в радянський полон. Помер в таборі.

## Звання
- Фанен-юнкер (22 липня 1910)
- Лейтенант (28 жовтня 1912)
- Оберлейтенант (14 січня 1916)
- Гауптман (1 липня 1921) — патент від 18 жовтня 1918 року.
- Майор (1 квітня 1932)
- Оберстлейтенант (1 січня 1935)
- Оберст (1 серпня 1937)
- Генерал-майор (1 вересня 1941)
- Генерал-лейтенант (1 вересня 1943)

## Нагороди
- Медаль принца-регента Луїтпольда
- Залізний хрест 2-го і 1-го класу
  - 1-го класу (13 липня 1918)
- Орден «За заслуги» (Баварія) 4-го класу з мечами
- Почесний хрест ветерана війни з мечами
- Медаль «За вислугу років у Вермахті» 4-го, 3-го, 2-го і 1-го класу (25 років)
- Медаль «У пам'ять 1 жовтня 1938» із застібкою «Празький град»
- Застібка до Залізного хреста
  - 2-го класу (20 вересня 1939)
  - 1-го класу (1 жовтня 1939)
- Лицарський хрест Залізного хреста (27 жовтня 1941)
- Орден Зірки Румунії, командорський хрест з мечами
- Почесна застібка на орденську стрічку для Сухопутних військ (15 березня 1945)